# Кринтята
Кринтя́та —  село в Україні, у Дрогобицькому районі Львівської області. Населення становить 127 осіб. Орган місцевого самоврядування — Східницька селищна рада.